# Kaylan Bigun
Kaylan Bigun (* 23. Mai 2006 in Los Angeles, Kalifornien) ist ein US-amerikanischer Tennisspieler.

## Persönliches
Kaylan Biguns Vater Dmitri stammt aus der Ukraine und emigrierte in die USA. Sein Zwillingsbruder Meecah spielt ebenfalls Tennis. Bigun ist jüdisch.

## Karriere
Bigun war von 2019 bis 2024 auf der ITF Junior Tour aktiv. Ab den US Open 2022 trat er bei allen Grand-Slam-Turnieren bis zum Ende seiner Juniorenkarriere an. Fünfmal erreichte er das Viertelfinale und bei den French Open 2024 schaffte er es bis ins Finale. Im Halbfinale besiegte er dort den an Nummer zwei gesetzten Österreicher Joel Schwärzler, bevor er im Endspiel gegen Tomasz Berkieta gewann. Damit wurde er der dritte US-Amerikaner nach Björn Fratangelo 2011 und Tommy Paul 2015, der den Einzeltitel in Roland Garros holte. In der Junioren-Rangliste erreichte er kurz darauf Platz 1. Sein bestes Abschneiden im Doppel war das Erreichen des Halbfinals bei den Australian Open und den Wimbledon Championships ebenfalls jeweils 2024. Neben seinem Sieg in Paris gewann Bigun drei weitere Einzel- und Doppeltitel, darunter die Trofeo Bonfiglio und das J1 San Diego im Einzel sowie das J1 Roehampton im Doppel.
Im Januar 2024 gab Bigun seine Absicht bekannt, ab Mitte des Jahres an der University of California, Los Angeles zu studieren und für das dortige College-Tennis-Team zu spielen. Letztlich entschied er sich doch dazu, weiter Profiturniere zu spielen. Er spielte im Februar 2024 sein erstes Match auf der drittklassigen ITF Future Tour. Gleich bei seinem ersten Challenger-Turnier in Sarasota konnte er seinen ersten Matchgewinn durch einen Sieg gegen Viktor Durasovic verbuchen. Später im Jahr in Las Vegas gelang Bigun der Einzug in ein Challenger-Viertelfinale, wo er gegen Karuê Sell verlor. Dank einer Wildcard spielte Bigun in New York sein erstes Match auf der Grand-Slam-Ebene, als er im Mixed-Doppel mit Iva Jovic an den Start ging. Sie gewannen ihre erste Partie und schieden in der zweiten Runde aus. In der Weltrangliste schaffte es Bigun bislang unter die Top 800.